# ریشارد مالیک
ریشارد مالیک (انگلیسی: Richard Malik; ۱۹ دسامبر ۱۹۰۹ – ۲۰ ژانویهٔ ۱۹۴۵) بازیکن فوتبال اهل آلمان بود.
از باشگاه‌هایی که در آن بازی کرده‌است می‌توان به اشاره کرد.
وی همچنین در تیم ملی فوتبال آلمان بازی کرده‌است.